# 국제결혼
국제결혼(國際結婚, 영어: transnational or international marriage)은 국적이 서로 다른 남자와 여자가 하는 혼인(결혼)을 말한다. 국제결혼을 한 외국인은 외국 국적을 가지고 계속 사는 경우도 있지만, 혼인에 의해 특별 귀화의 요구 사항이 충족되면 거주 국가로 귀화할 수 있다. 국제결혼에서는 각자의 본국법을 따라야 한다.

## 역사
국제결혼은 고대부터 입증되었으며, 종종 왕가가 서로 동맹을 맺으려고 하는 경우가 있었다. 예를 들어, 아가멤논 가문의 그리스 공주인 헤르모디케 1세(기원전 800년경)와 헤르모디케 2세(기원전 600년경)는 현재 터키 중부 지역의 왕들과 결혼했다. 이러한 결합으로 인해 고대 그리스인들에게 획기적인 기술이 도입되었다. 헤르모디케 1세의 결혼은 그리스에게 페니키아 문자를 소개했고, 헤르모디케 2세의 결혼은 그리스에 화폐 이용(국가가 가치를 보장하는 토큰 통화 사용)을 도입했다. 두 발명품 모두 무역과 협력을 통해 주변 국가에 급속히 채택되었으며 문명 발전에 근본적인 이점을 가져왔다.
최근에는 세계화로 인해 국제결혼이 늘어나고 있다. 세계화로 인해 노동 이주가 증가하고 의사 소통이 증가하며 외국인이 서로 접촉하는 상황이 많아졌다. 계급 및 부족 분리가 덜 엄격해지는 지역에서 국제결혼이 점점 보편화되고 있다.

## 같이 보기
- 민족간 결혼